# 니이하마시
니이하마시(일본어: 新居浜市)는 일본 시코쿠 중북부, 에히메현 도요 지방에 있는 시이다.
에도 시대에 만들어진 벳시 구리 광산(別子銅山)으로 번영의 발판을 쌓아 올렸고 이후 비철금속·산업기계·화학공업 등 스미토모 그룹과 그 협력 기업군에 의해 발전을 이루었다. 세토우치 지역 유수의 공업 도시이자 스미토모 그룹의 기업 도시로 유명하고 "공업도시 니이하마"로 자주 표현된다.
헤이세이 시정촌 대합병으로 현내 인구 2위 자리를 이마바리시에 양보했지만, 현재도 인구 밀도에서는 도요 지방 1위이며 도요 지방의 중심 도시 중 하나이다. 매년 10월에 행해지는 니이하마 북 축제는 시내 최대 규모의 축제이며 관광 이벤트로도 알려져 있다.

## 지리
시코쿠의 거의 중북부에 위치하고 동쪽은 시코쿠추오시, 서쪽은 사이조시와 접한다. 북쪽은 세토 내해의 히우치나다와 접하고 남쪽은 시코쿠 산지를 경계로 고치현과 접한다.

### 지형
북쪽은 세토 내해의 가장 안쪽인 히우치나다와 접한다. 북쪽에는 니이하마 평야가 펼쳐지고 시가지가 형성되어 있다. 평야부에는 동서로 높이 100m가 넘는 구릉지가 펼쳐져 있기 때문에 시가지는 '工'자 모양으로 형성되어 있다. 이러한 지형이기 때문에 주변 도시와 떨어져 있는 것 같은 모습이 되어 있다. 니이하마 평야의 남쪽 가장자리에는 주오 구조선을 따라 1,000m 이상의 험난한 시코쿠 산지가 우뚝 솟아 있다. 남쪽은 이러한 산지가 대부분이고 소규모 취락이 점재한다.
남쪽에는 벳시야마 지구가 있으며 산 깊이 위치하는 이 지구는 시가지에서 약 30km 떨어져 있다. 간무리산에서 발원해 옛 벳시 구리 광산을 흐르던 도잔강이 호오산맥 사이를 동쪽으로 흐른다. 이 벳시야마 지구는 '벳시야마촌'이었지만 2003년에 니이하마시에 편입 합병되었다. 이전에는 앞바다에 섬이 점재했지만 매립 등으로 연결되어 동북부 바다에 있는 니오섬이 현존하는 유일한 섬이다.

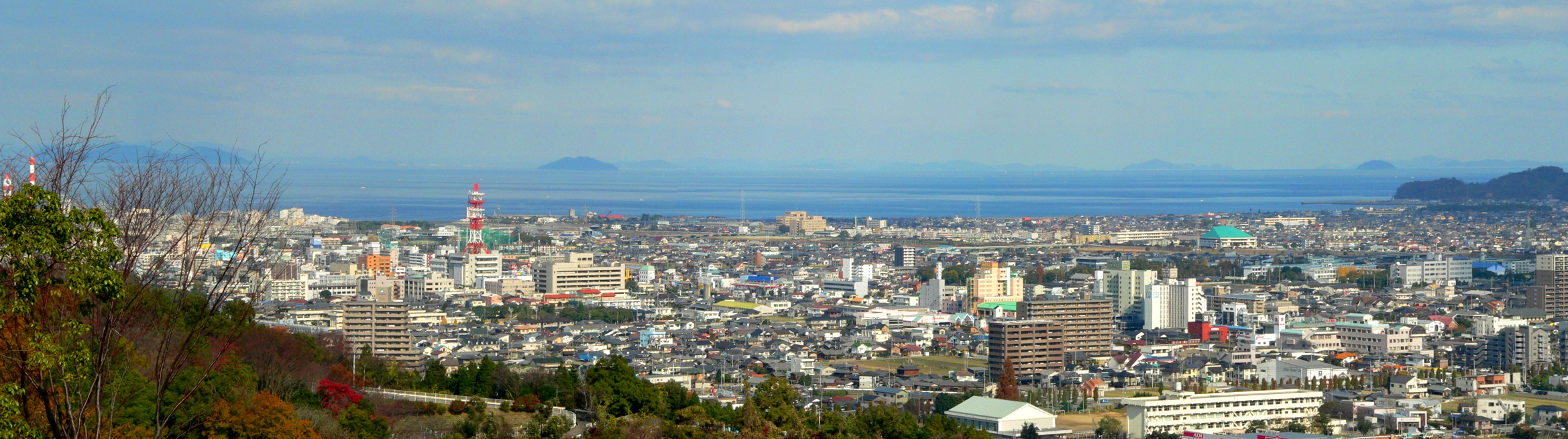
니이하마시 전경

### 기후
세토 내해식 기후로 연중 온난하고 비가 적다. 세 방면이 산으로 둘러싸인 분지이기 때문에 여름에는 기온이 높고 시간대에 따라서는 일본에서 제일 더운 경우도 자주 있다. 겨울에는 남부 산지에서 적설을 볼 수 있지만 평지의 적설은 수년에 한 번 정도이다. 시코쿠 지방은 빈번히 물 부족으로 골치를 썩이고 있지만 니이하마에서는 상수도를 모두 지하수로 조달하고 있기 때문에 그러한 문제가 없다.
지진을 포함해 비교적 재해가 적은 땅이지만 2004년에는 호우로 침수나 산사태 등의 재해가 발생했다.
| Niihama (1981-2010)의 기후        | Niihama (1981-2010)의 기후 | Niihama (1981-2010)의 기후 | Niihama (1981-2010)의 기후 | Niihama (1981-2010)의 기후 | Niihama (1981-2010)의 기후 | Niihama (1981-2010)의 기후 | Niihama (1981-2010)의 기후 | Niihama (1981-2010)의 기후 | Niihama (1981-2010)의 기후 | Niihama (1981-2010)의 기후 | Niihama (1981-2010)의 기후 | Niihama (1981-2010)의 기후 | Niihama (1981-2010)의 기후 |
| 월                                | 1월                        | 2월                        | 3월                        | 4월                        | 5월                        | 6월                        | 7월                        | 8월                        | 9월                        | 10월                       | 11월                       | 12월                       | 연간                       |
| --------------------------------- | -------------------------- | -------------------------- | -------------------------- | -------------------------- | -------------------------- | -------------------------- | -------------------------- | -------------------------- | -------------------------- | -------------------------- | -------------------------- | -------------------------- | -------------------------- |
| 역대 최고 기온 °C (°F)            | 18.4 (65.1)                | 20.7 (69.3)                | 24.6 (76.3)                | 31.0 (87.8)                | 32.3 (90.1)                | 35.7 (96.3)                | 38.5 (101.3)               | 38.3 (100.9)               | 36.3 (97.3)                | 31.6 (88.9)                | 24.7 (76.5)                | 20.4 (68.7)                | 38.5 (101.3)               |
| 일평균 최고 기온 °C (°F)          | 9.5 (49.1)                 | 10.1 (50.2)                | 13.3 (55.9)                | 19.1 (66.4)                | 23.7 (74.7)                | 26.9 (80.4)                | 31.0 (87.8)                | 32.2 (90.0)                | 28.2 (82.8)                | 22.6 (72.7)                | 17.1 (62.8)                | 12.2 (54.0)                | 32.2 (90.0)                |
| 일평균 최저 기온 °C (°F)          | 2.8 (37.0)                 | 2.9 (37.2)                 | 5.3 (41.5)                 | 10.1 (50.2)                | 14.9 (58.8)                | 19.4 (66.9)                | 23.6 (74.5)                | 24.5 (76.1)                | 21.1 (70.0)                | 15.2 (59.4)                | 9.7 (49.5)                 | 5.1 (41.2)                 | 12.9 (55.2)                |
| 역대 최저 기온 °C (°F)            | −3.4 (25.9)                | −5.9 (21.4)                | −3.1 (26.4)                | 1.6 (34.9)                 | 6.4 (43.5)                 | 11.6 (52.9)                | 17.3 (63.1)                | 19.5 (67.1)                | 11.6 (52.9)                | 7.4 (45.3)                 | 2.9 (37.2)                 | −1.7 (28.9)                | −5.9 (21.4)                |
| 평균 강수량 mm (인치)             | 41.2 (1.62)                | 51.9 (2.04)                | 89.7 (3.53)                | 86.4 (3.40)                | 118.0 (4.65)               | 173.3 (6.82)               | 170.9 (6.73)               | 141.6 (5.57)               | 199.0 (7.83)               | 123.7 (4.87)               | 66.3 (2.61)                | 39.0 (1.54)                | 1,305.3 (51.39)            |
| 평균 월간 일조시간                | 124.6                      | 133.7                      | 164.6                      | 185.1                      | 189.0                      | 139.4                      | 179.3                      | 204.2                      | 147.7                      | 157.1                      | 134.2                      | 130.0                      | 1,888.9                    |
| 출처: Japan Meteorological Agency |                            |                            |                            |                            |                            |                            |                            |                            |                            |                            |                            |                            |                            |

### 인접하는 자치체
- 에히메현
  - 사이조시
  - 시코쿠추오시

- 고치현
  - 아가와군 이노정
  - 도사군 오카와촌

- 히로시마현
  - 후쿠야마시

## 역사
중세에는 이 일대를 가네코씨가 실질적으로 지배했는데 가네코씨는 도요토미 히데요시의 공격으로 멸망했다. 근세 이후 벳시 구리 광산과 함께 발전하였고 그 과정에서 발전한 산업 기술을 기반으로 오늘날 시코쿠 유수의 공업도시를 구축했다.
- 1937년 11월 3일 - 니시우와군 니이하마정, 가네코촌, 다카쓰촌이 합병해 시로 승격하였다.
- 1953년 5월 3일 - 니시우와군 하부촌, 오시마촌, 다키하마촌, 신고촌과 합병하였다.
- 1955년 3월 31일 - 니시우와군 이즈미가와정, 나카하기정, 후나키촌, 오조인촌을 편입하였다.
- 1956년 9월 28일 - 시내의 오조인 서부를 사이조시에 편입하였다.
- 1959년 4월 1일 - 니시우와군 스미노촌을 편입하였다.
- 2003년 4월 1일 - 우마군 벳시야마촌을 편입하였다.

## 경제
스미토모의 기업 도시라는 이미지가 강하지만 도요 지방을 관할하는 대기업 지점이 많이 입지하기 때문에 도요 지방의 중심 도시라는 측면도 가진다. 또 동북부에 있는 다키하마 지구는 에도 시대에 열린 다키하마 염전으로 번창했고 염전이 폐지된 후 매립하여 형성된 공업단지·항구에 제조, 물류, 도매 등의 사업소가 진출해 니이하마 산업의 한 부분을 지탱하고 있다.
1950년대에 가와사키시·이와쿠니시·욧카이치시와 함께 일본 최초의 콤비나트(combinat)가 니이하마시에 건설되어 일본 화학공업의 주춧돌을 쌓아 올렸다. 또 1960년대에는 도요 지방이 일본의 신산업도시로 지정되면서 그 중심 도시로서 지방의 산업 발전을 이끌어 왔다. 지리적으로 가가와현과 가깝기 때문에 가가와현의 기업이 에히메현으로 진출할 때의 거점으로 니이하마시에 사업소나 점포를 설치하는 일이 많다.

## 교통

### 철도
- 시코쿠 여객철도 도산선

### 도로
- 마쓰야마 자동차도
- 국도 11호선
- 국도 192호선

## 인구
| 연도 | 인구    | ±%     |
| ---- | ------- | ------ |
| 1920 | 49,414  | —      |
| 1930 | 61,406  | +24.3% |
| 1940 | 88,639  | +44.3% |
| 1950 | 88,639  | +0.0%  |
| 1960 | 117,317 | +32.4% |
| 1970 | 126,992 | +8.2%  |
| 1980 | 132,736 | +4.5%  |
| 1990 | 129,467 | −2.5%  |
| 2000 | 125,814 | −2.8%  |
| 2010 | 121,784 | −3.2%  |

## 자매 도시
- 중국 산둥성 더저우시

## 주요 인물
- 미즈키 나나 - 일본의 성우, 가수